# Resultados do Carnaval de Belém em 2013
Resultados do Carnaval de Belém em 2013.

## Escolas de samba
| Grupo 1   | Grupo 1                     | Grupo 1   | Grupo 1           |
| Colocação | Escola                      | Nota      | Ref.              |
| --------- | --------------------------- | --------- | ----------------- |
| 1º        | Rancho Não Posso Me Amofiná |           | [ 1 ] [ 2 ] [ 3 ] |
| 2º        | Bole Bole                   |           | [ 1 ] [ 2 ] [ 3 ] |
| 3º        | Piratas da Batucada         |           | [ 3 ]             |
| *         | Rosa da Terra Firme         | Rebaixada | [ 1 ] [ 2 ]       |
| Grupo 2   |                             |           |                   |
| Colocação | Escola                      | Nota      | Ref.              |
| 1º        | Matinha                     | Promovida | [ 1 ] [ 2 ] [ 3 ] |
| 2º        | Coração Jurunense           |           | [ 1 ] [ 2 ] [ 3 ] |
| 3º        | Mocidade Unida do Benguí    |           | [ 3 ]             |
| *         | Embaixadores Azulinos       | Rebaixada | [ 3 ]             |
| Grupo 3   |                             |           |                   |
| Colocação | Escola                      | Nota      | Ref.              |
| 1º        | Alegria Alegria             | Promovida | [ 1 ] [ 2 ] [ 3 ] |
| 2º        | Unidos da Osvaldo           |           | [ 1 ] [ 2 ] [ 3 ] |
| 3º        | Parangolé do Samba          |           | [ 3 ]             |

## Blocos carnavalescos
| Grupo 1   | Grupo 1                        | Grupo 1   | Grupo 1           |
| Colocação | Bloco                          | Nota      | Ref.              |
| --------- | ------------------------------ | --------- | ----------------- |
| 1º        | Império Jurunense              |           | [ 1 ] [ 2 ] [ 3 ] |
| 2º        | Mexe Mexe                      |           | [ 1 ] [ 2 ] [ 3 ] |
| 3º        | Mocidade Alegrense da Pedreira |           | [ 3 ]             |
| *         | Unidos da Pedreira             | Rebaixado | [ 2 ] [ 3 ]       |
| Grupo 2   |                                |           |                   |
| Colocação | Bloco                          | Nota      | Ref.              |
| 1º        | Estrela Reluzente              | Promovida | [ 1 ] [ 2 ]       |
| 2º        | Encantos do Pará               |           | [ 1 ] [ 2 ]       |
| 3º        | Cheiro Cheiroso                |           | [ 3 ]             |